# Departamento Estadual de Investigações Criminais
O Departamento Estadual de Investigações Criminais (DEIC), é um órgão de execução da Polícia Civil do estado de São Paulo e tem por finalidade o exercício das atividades de polícia judiciária na apuração dos delitos de autoria conhecida e desconhecida, além de planejar e executar ações estratégicas de repressão ao crime organizado no Estado de São Paulo.